# La Datzira
La Datzira és una masia del terme municipal de Castellcir, a la comarca catalana del Moianès. Pertany a l'enclavament de la vall de Marfà. Després d'un període d'abandó a principi del segle xxi s'hi va instal·lar una cooperativa agrícola. Al costat de ponent de la masia, en un nivell inferior, al costat de la riba esquerra de la Golarda, hi ha les restes del Molí de la Datzira. Juntament amb la casa de Marfà centra aquest enclavament. És a prop de l'extrem nord-oest de la Vall de Marfà, a l'esquerra de la riera de Marfà. És al nord-oest de la casa de Marfà i de l'església de Sant Pere de Marfà, a l'est de les masies dels Sorts i el Xei.

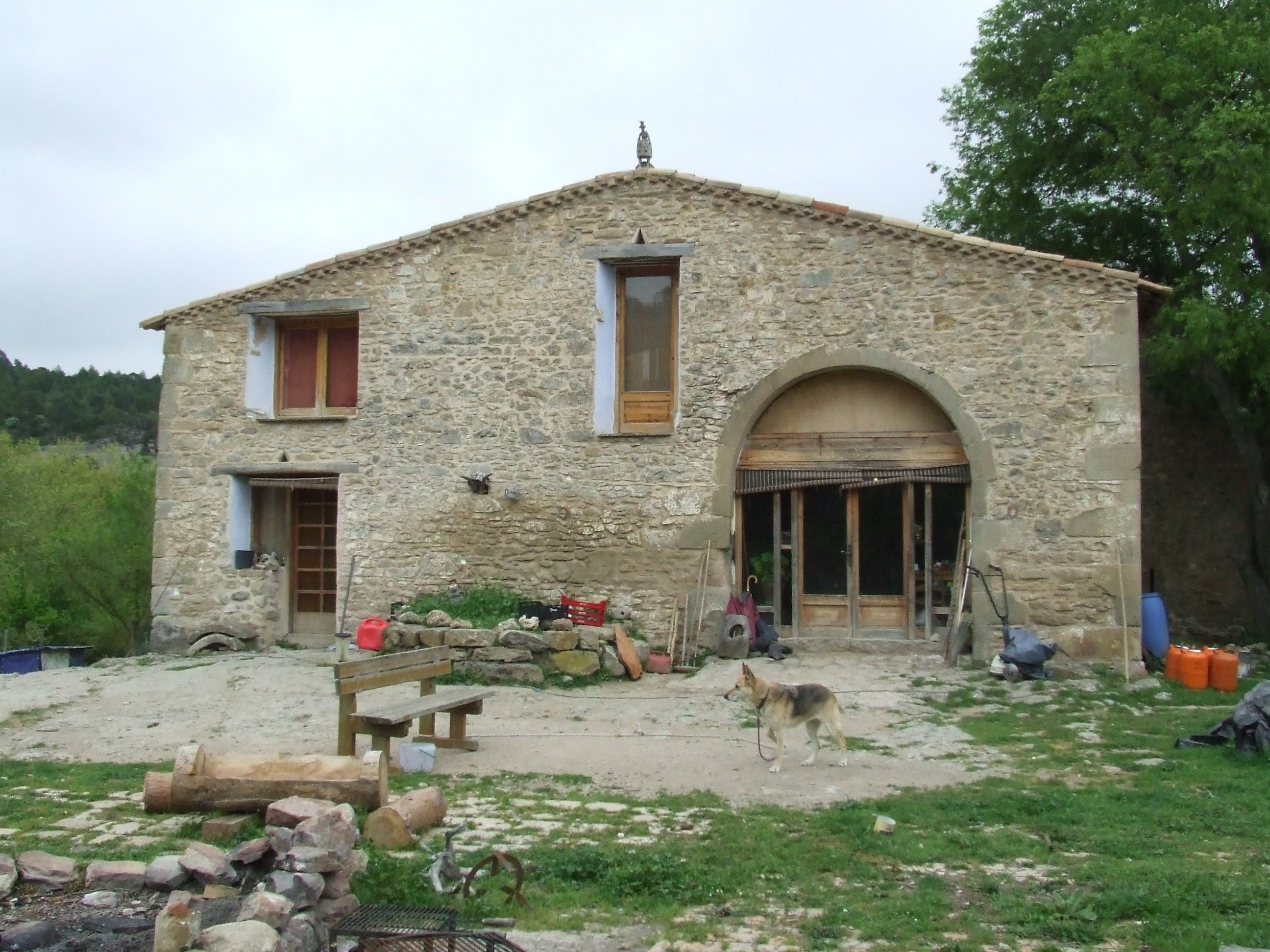
Antiga pallissa de la Datzira

El seu accés més ràpid i practicable és des de la masia de la Coma, des de la qual una pista rural en bon estat s'adreça cap a llevant seguint la vall de la Golarda. Aquesta pista, l'antic Camí de Monistrol de Calders a Moià en 1,5 quilòmetres de recorregut mena al cor de la Vall de Marfà. Cal seguir-lo, recorrent el vessant nord de la vall de la Golarda, durant quasi 2 quilòmetres més, fins que s'arriba a un trencall, just abans del torrent de la Font d'Esqueix, d'on surt cap a l'est, per girar de seguida cap al sud seguint la vall del torrent esmentat, una altra pista rural. Al cap de 350 metres des d'aquest trencall hi ha una altra cruïlla; en surt cap a ponent, per girar després cap al sud travessant la Golarda, la pista que mena a la Datzira en uns 500 metres.
La Datzira consta documentada des del 1237, si bé alguns detalls constructius, com la presència d'opus spicatum en algunes de les parets, fan pensar en una obra bastant més antiga. En aquella època estava sota domini del monestir de Sant Benet de Bages. La masia consta com a «Datzeró» el 1497. El 1531 els Datzira es feien també amb el domini de la propera masia de Montbrú, que mantingueren fins a darreries del segle xviii, moment en què es devien fer importants obres a la Datzira: a la masia hi ha una llinda amb la inscripció «1690» i una pedra cantonera amb la de «1700».
La família propietària, de cognom Datzira, alternava la residència entre el mas principal i el molí, ben proper, fins que romangueren al molí, deixant el mas per a masovers. Al primer terç del segle xx encara hi residien. Després, el mas quedà fins als anys seixanta del segle xx en mans de masovers, i tot seguit el mas quedà abandonat una cinquantena d'anys. Des de la meitat de la primera dècada del segle xxi torna a haver-hi masovers, que es dediquen a l'agricultura ecològica i estan en procés de reconstruir el mas principal. El molí roman abandonat.

## Molí
El Molí de la Datzira és un molí al costat sud-oest de la masia de la Datzira. L'abandonament que sofreix des de mitjan segle xx tota aquesta part de la vall de Marfà ha fet que les restes del Molí de Datzira estiguessin tan cobertes de vegetació que fins fa poc costés molt de reconèixer-les. El restabliment de la Datzira com a masia habitada, seu d'una petita cooperativa agrícola de caràcter ecològic ha fet que es netegés l'entorn de la masia i del molí.

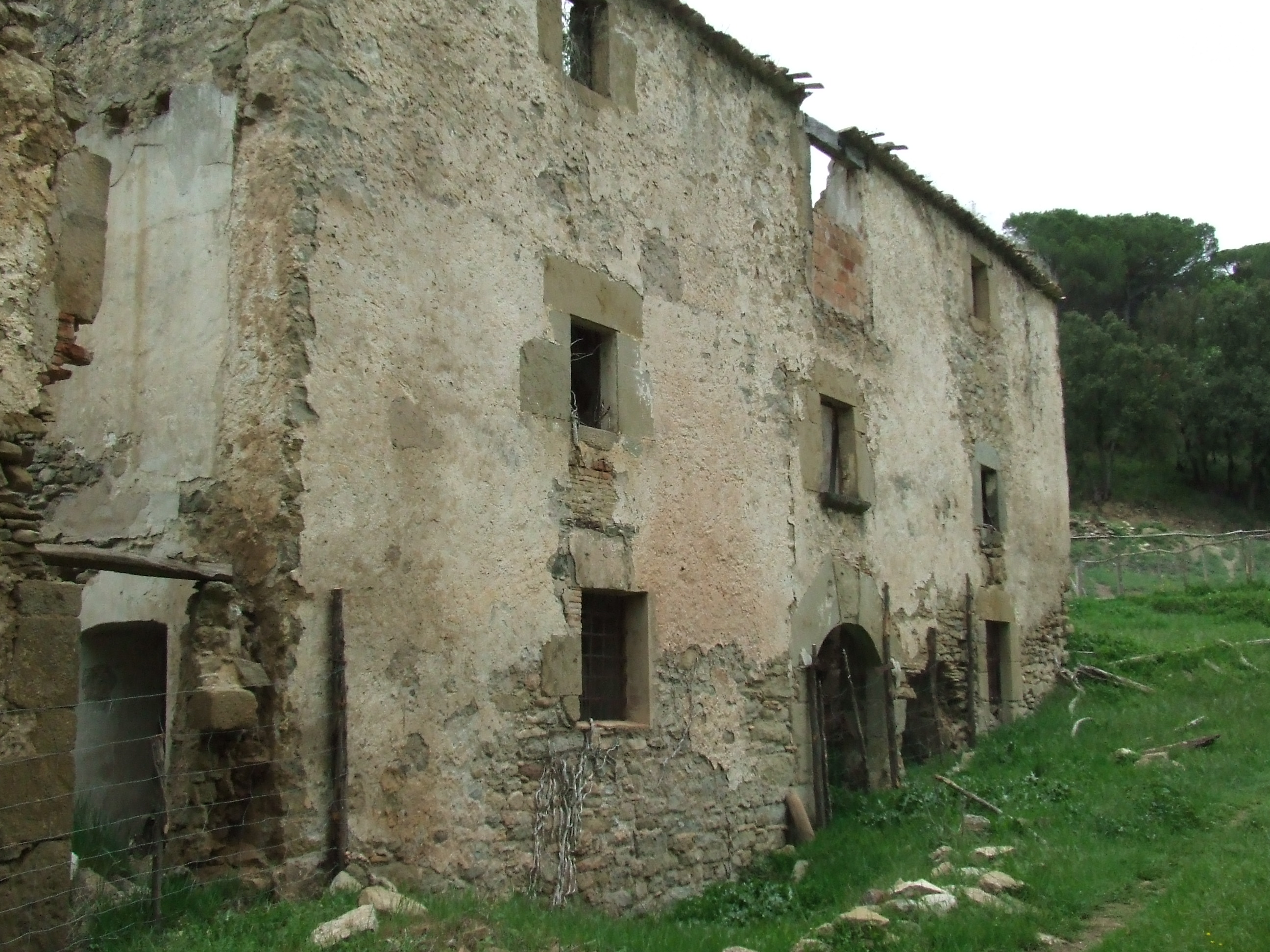
Molí de la Datzira

La resclosa que l'abastia d'aigua és uns 800 metres riera amunt, a llevant del molí i de la masia (la riera marca un destacat meandre tot a l'entorn seu), i un canal obrat vers el 1700 hi acondueix l'aigua. El canal, amb un pas entre roques que presenta dues inscripcions de «1705», és un dels paratges destacats i alhora desconeguts d'aquells entorns.
Estigué habitat i en ús almenys fins a l'any 1900, però en els padrons de Castellcir del 1920 i anys posteriors ja no hi apareix.